# Immobile
Immobile is een nummer van de Franse zangeres Louane uit 2018. Het is de derde single van haar titelloze derde studioalbum.
"Immobile" gaat over een meisje dat zich verliest in de armen van haar vriend. Hoewel het nummer slechts een 94e positie behaalde in Frankrijk, werd het daar wel een radiohit. In Wallonië deed het nummer het beter in de hitlijsten, met een 22e positie in de Waalse Ultratop 50.